# Легонькова, Жанна Васильевна
Жанна Васильевна Легонькoва — российский учёный-электрохимик, специалист в области нанесения покрытий. Лауреат Государственной премии РФ (2000).

## Биография
Родилась 25 декабря 1937 года в г. Борисов Минской области.
Окончила Уральский политехнический институт им. С. М. Кирова в Свердловске по специальности «технология электрохимических производств» (1960).
С 1960 г. — в НИИ-1011 (ныне РФЯЦ — ВНИИТФ им. акад. Е. И. Забабахина), ведущий научный сотрудник (1994).
Кандидат технических наук (1985).
Область научных исследований — электрохимические покрытия деталей и узлов оборонной техники. Разработанные ею методы применяются на предприятиях ВПК.
Государственная премия РФ (2000) — за работы в области науки и техники, выполненные по оборонной тематике. Награждена медалью «Ветеран труда» (1988), знаком «Ветеран атомной энергетики и промышленности» (1999).